# Virtuelles Teilchen

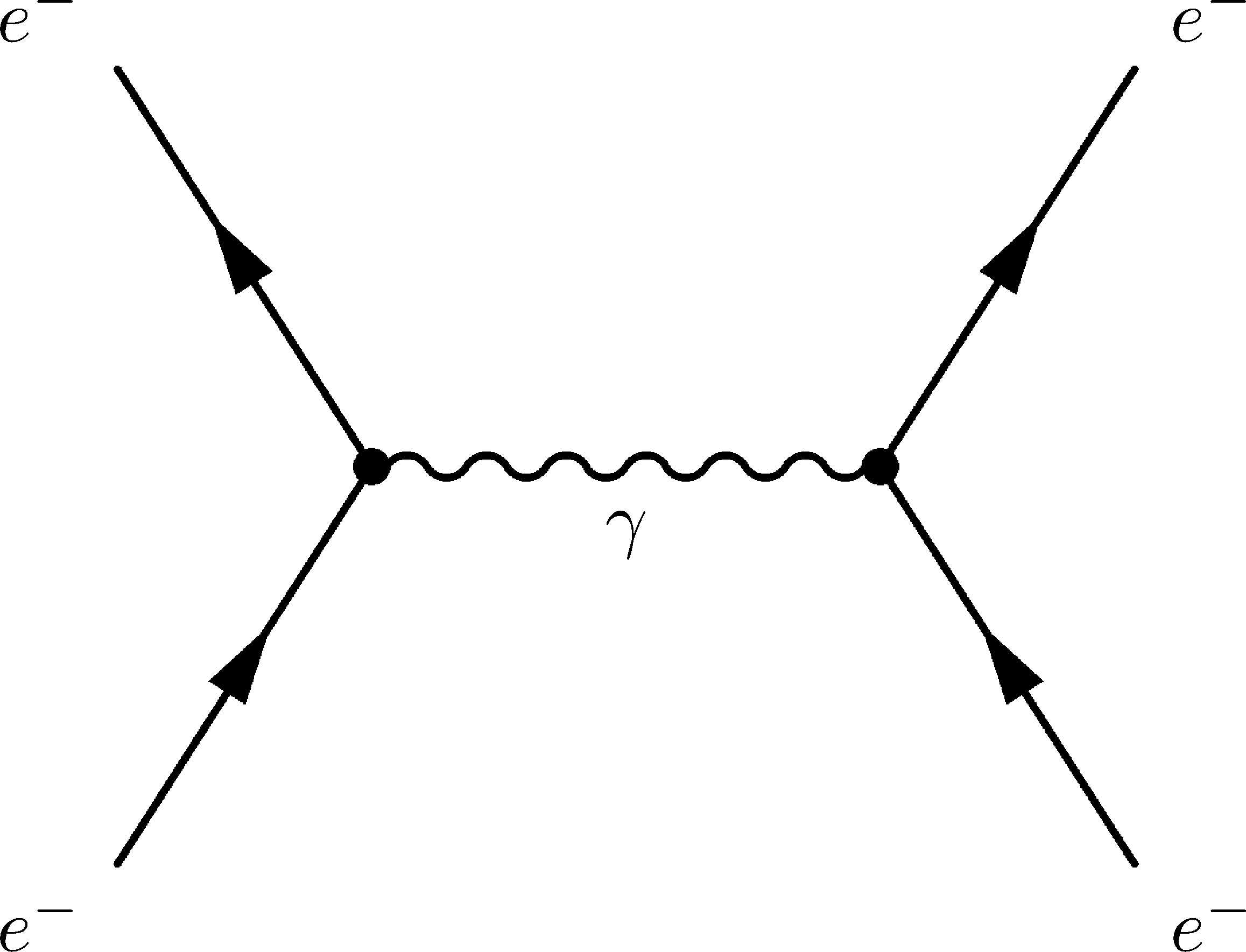
Feynman-Diagramm der Coulomb-Streuung zweier Elektronen. Die vier geraden Linien symbolisieren die einlaufenden bzw. auslaufenden Elektronen in reellen Zuständen, die Wellenlinie das virtuelle Photon, das die elektromagnetische Wechselwirkung vermittelt. (Die Zeit läuft von unten nach oben.)

Ein virtuelles Teilchen, intermediäres Teilchen oder Teilchen in einem virtuellen Zustand steht für ein spezielles Konzept der Quantenfeldtheorie, das zur theoretischen Beschreibung der fundamentalen Wechselwirkungen der Elementarteilchen benötigt wird. Der Begriff entwickelte sich dabei im Zusammenhang mit einer Veranschaulichung charakteristischer Terme in häufig verwendeten Störungsreihen und quantenfeldtheoretischen Störungsrechnungen mit Hilfe von Feynman-Diagrammen. Ein Feynman-Diagramm besteht aus Linien und Knotenpunkten, den Vertices. Die äußeren Linien mit freien Enden stehen für ein- bzw. auslaufende Teilchen und damit reellen und physikalisch messbaren Zuständen. Die inneren Linien, die zwei Vertices verbinden, werden auch als virtuelle Teilchen oder virtuelle Zustände bezeichnet. Im Kontext der Vakuumfluktuationen werden auch Feynman-Diagramme ohne äußere Linien betrachtet. Bei solchen Prozessen entstehen Teilchen-Antiteilchenpaare aus dem Vakuum und zerfallen nach kurzer Zeit wieder. Solche Prozesse können je nach betrachteter Situation auch zu einer gewissen Vakuumenergie beitragen.
Virtuelle Teilchen werden bei allen drei nicht-gravitativen Wechselwirkungen verwendet. Bei der Gravitation gibt es aktuell keine allgemein akzeptierte Verwendung von virtuellen Teilchen, weil es entsprechend auch keine allgemein akzeptierte Quantentheorie der Gravitation gibt.
Man kann sich den virtuellen Zustand eines quantenmechanischen Wellenfeldes auch als einen kurzlebigen Zwischenzustand vorstellen, der während einer Wechselwirkung zweier Teilchen auftritt, die sich in  „normalen“, also reellen Zuständen befinden. Das virtuelle Teilchen stellt als Austauschteilchen diese Wechselwirkung eigentlich erst her, ist im virtuellen Zustand nach außen aber niemals sichtbar. So wird z. B. in der Quantenelektrodynamik die elektromagnetische Wechselwirkung zweier Elektronen durch den Austausch eines virtuellen Photons vermittelt. Der Nachweis ist indirekt. Die mithilfe dieses Konzepts berechneten Werte werden im Experiment mit einer Genauigkeit von bis zu 1 zu 10 Mrd. bestätigt. Prinzipiell kann jede Teilchenart in reellem oder virtuellem Zustand auftreten.

## Eigenschaften
Der wesentliche Unterschied zwischen den (real beobachtbaren) reellen Teilchen und den unbeobachtbaren virtuellen Teilchen ist, dass Energie {\displaystyle E} und Impuls {\displaystyle p} im virtuellen Zustand nicht die Energie-Impuls-Beziehung {\displaystyle E^{2}-p^{2}c^{2}=m^{2}c^{4}} erfüllen, wenn {\displaystyle m} die wohlbestimmte Masse desselben Teilchens in reellem Zustand ist. Man kann daher sagen, dass virtuelle Teilchen keine definierte Masse besitzen, im Fachjargon: „sie sind nicht auf die Massenschale limitiert“ (oder sie sind nicht „on-shell“). Beispielsweise überträgt das virtuelle Photon bei der elastischen Streuung zweier Elektronen, im Schwerpunktsystem betrachtet, nur Impuls, aber keine Energie.
Diese Eigenschaft kann helfen, sich das Verhalten eines virtuellen Teilchens zu veranschaulichen: Da Energie- und Impulserhaltungssatz auch für ein virtuelles Teilchen nicht verletzt sind, kommen diesem Werte für Energie  {\displaystyle E} und Impuls {\displaystyle p} zu, die für einen reellen Zustand gemäß der Energie-Impuls-Beziehung verboten sind. Die häufig zu lesende Begründung, dass gemäß der Energie-Zeit-Unschärferelation die Energieerhaltung kurzzeitig verletzt sein darf, ist eher irreführend. Die Strecke, die das Teilchen in dieser Zeit mit Lichtgeschwindigkeit zurücklegen könnte, begrenzt den denkbaren Radius irgendwelcher Wirkungen. Bei niederenergetischen Vorgängen ist die Reichweite gerade die Compton-Wellenlänge des betreffenden Teilchens. So wird die endliche Reichweite der Kernkräfte oder der Schwachen Wechselwirkung in etwa verständlich. Demnach ist z. B. der radioaktive Beta-Zerfall deshalb möglich, weil das betreffende Austauschteilchen (das W-Boson) als virtuelles Teilchen auch ohne Energiezufuhr entstehen kann. Aufgrund seiner großen Masse kann es sich aber nur im Bereich eines tausendstel Protonenradius auswirken, was die vergleichsweise geringe Übergangswahrscheinlichkeit erklärt und damit der Wechselwirkung das Beiwort „schwach“ eingetragen hat. In derselben Weise ist es auch möglich, dass Hinweise auf die Existenz sehr schwerer Teilchen bereits beobachtet werden, bevor die in Teilchenbeschleunigern erreichte Kollisionsenergie ausreicht, sie auch in reellem Zustand zu produzieren.
Formal lassen sich virtuelle Zustände daran erkennen, dass in der Störungstheorie über sie summiert wird. Die Anfangs- und Endzustände der Störungstheorie dagegen werden als die reellen Zustände bezeichnet. Als Beispiel betrachte man die zweite Ordnung der quantenmechanischen Störungsentwicklung:
{\displaystyle E_{n}^{2}=\sum _{k(\neq n)}{\frac {\langle n^{0}|H_{1}|k^{0}\rangle \langle k^{0}|H_{1}|n^{0}\rangle }{E_{n}^{0}-E_{k}^{0}}}=\sum _{k(\neq n)}{\frac {|\langle k^{0}|H_{1}|n^{0}\rangle |^{2}}{E_{n}^{0}-E_{k}^{0}}}\,.}
Hier wäre {\displaystyle |n^{0}\rangle } ein reeller Zustand, die Zustände {\displaystyle |k^{0}\rangle } dagegen werden als virtuelle Zustände benutzt.

## Zitate
„Virtuelle Teilchen sind spontane Fluktuationen eines Quantenfeldes. Reale Teilchen sind Anregungen eines Quantenfeldes mit einer für Beobachtung brauchbaren Beständigkeit. Virtuelle Teilchen sind Transienten, die in unseren Gleichungen erscheinen, nicht aber in Messgeräten. Durch Energiezufuhr können spontane Fluktuationen über einen Schwellwert verstärkt werden, was bewirkt, dass (eigentlich sonst) virtuelle Teilchen zu realen Teilchen werden.“